# Gwardia Zamkowa w Pradze
Gwardia Zamkowa (cz. Hradní stráž) –  specjalny oddział wojskowy wchodzący w skład Sił Zbrojnych Republiki Czeskiej. Podlega on szefowi Biura ds. wojska w Kancelarii Prezydenta Republiki, którego powołuje i odwołuje prezydent. Obecnie dowódcą Gwardii Zamkowej jest płk. Jaroslav Ackermann.

## Zadania Gwardii Zamkowej
- Obsada i zabezpieczenie obiektów użytkowanych przez prezydenta, np. Zamku Praskiego, czy letniej rezydencji prezydenta (zamek Lány).
- Pełnienie funkcji reprezentacyjnych w trakcie wizyt dyplomatycznych przywódców i przedstawicieli innych państw.
- Wszelkie zadania zlecone przez prezydenta[2].

## Struktura organizacyjna
Gwardia jest jednostką wojskową typu brygady.
Struktura organizacyjna Gwardii:
- Velitelství (Dowództwo i sztab)
- 1. prapor (1. batalion, składający się z trzech kompanii)
- 2. prapor (2. batalion, składający się z trzech kompanii)
- Hudba Hradní stráže a Policie České republiky
- Rota zabezpečení (kompania zabezpieczenia)
  - pluton motocyklistów
  - opiekunowie psów
  - pluton transportowy

## Historia

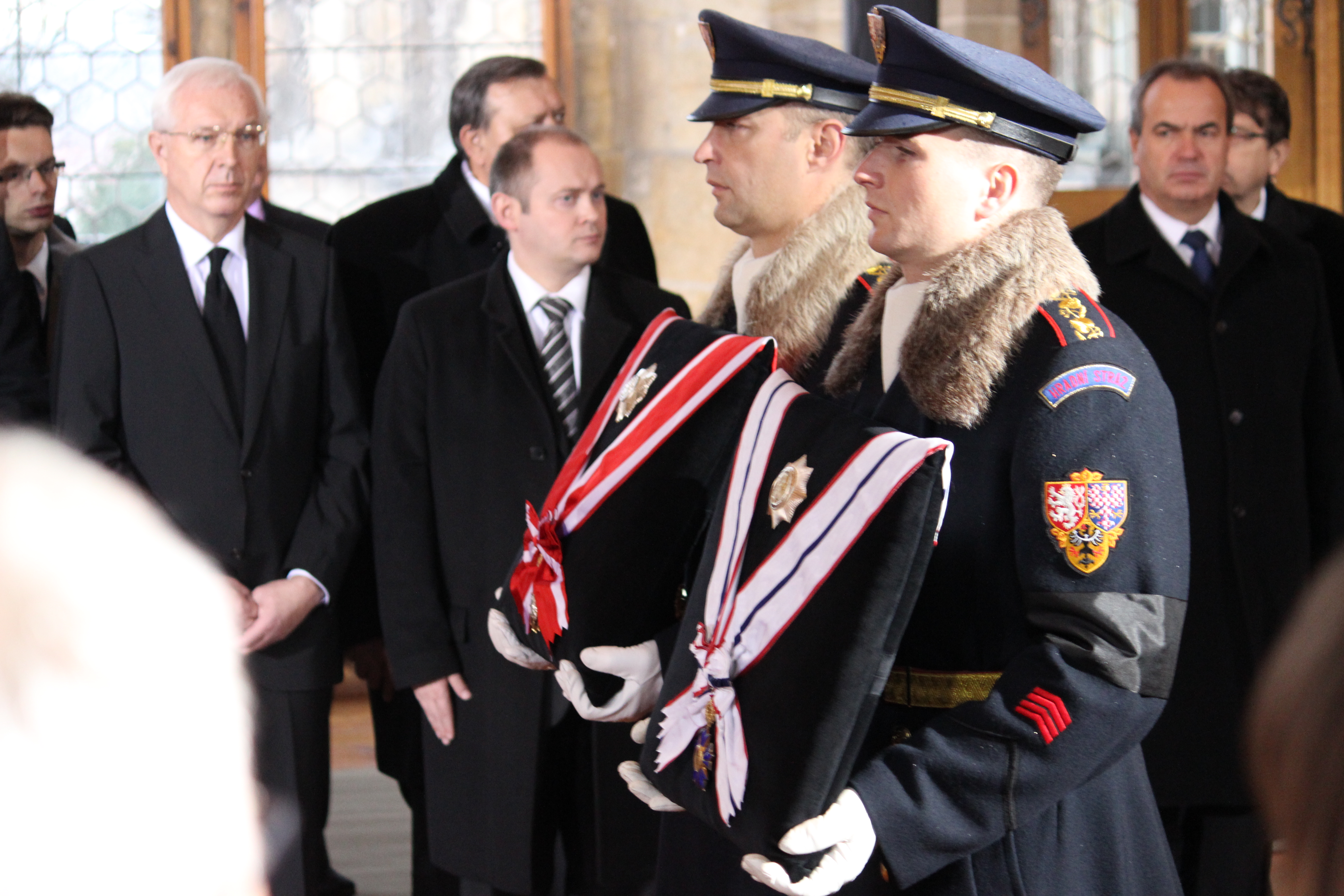
Żołnierze Gwardii podczas pogrzebu Václava Havla

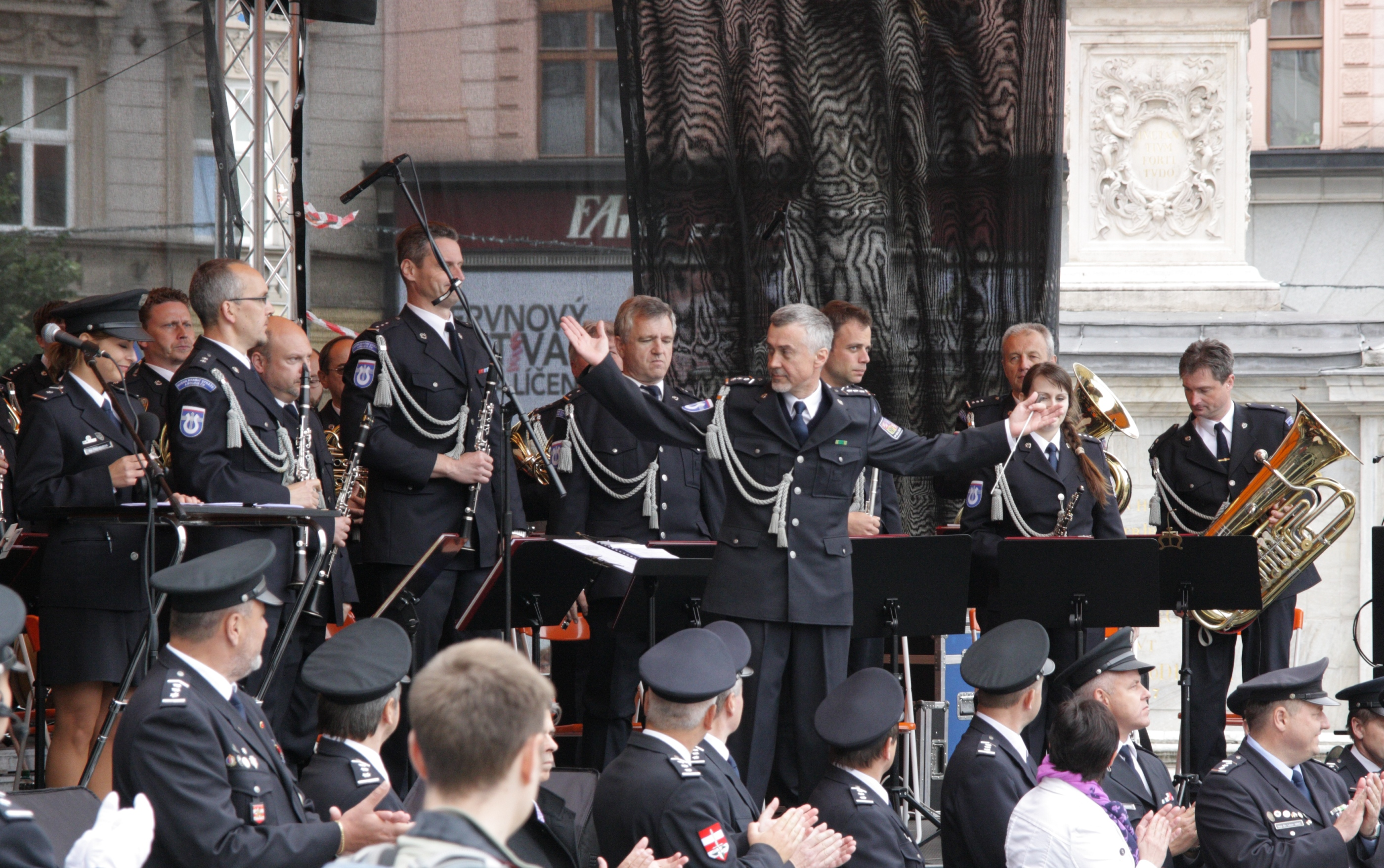
Orkiestra Straży Zamkowej i Policji Republiki Czeskiej w Brnie

Gwardię Zamkową utworzono 7 grudnia 1918 roku jako Kompanię Zamkową podległą 28 Pułkowi Piechoty w Pradze. Nie można dokładnie określić składu Gwardii w początkowym okresie jej istnienia, lecz prawdopodobne jest, że wpierw w jej skład wchodzili członkowie Sokoła, którzy zostali następnie zastąpieni przez żołnierzy Korpusu Czechosłowackiego. Funkcje i organizację Gwardii Zamkowej określił wydany w 1922 roku dokument Organizace a funkce Hradní stráže. W latach 1929–1938 żołnierze Gwardii używali mundurów używanych podczas I wojny światowej na froncie wschodnim, zachodnim oraz froncie włoskim.
Po zajęciu Czechosłowacji przez III Rzeszę w marcu 1939 roku Gwardia Zamkowa wykonywała swoje obowiązki przez kilka miesięcy – do jej rozwiązania, które miało miejsce 29 czerwca. W lipcu zadania Gwardii przejął 1. batalion Wojska Rządowego, który nie chronił jednak całego obszaru Zamku na Hradczanach, ale tylko małą jego część, poza tym Gwardia zajmowała się również ochroną rezydencji prezydenckiej w Lánach.
Po zlikwidowaniu Wojska Rządowego obowiązki Gwardii Zamkowej przejęli na krótko członkowie ochrony Edvarda Beneša. Gwardia Zamkowa rozpoczęła swoje funkcjonowanie w latach 1945–1948, miała wtedy taki sam status jak przed wojną (używano nawet tego samego sztandaru). Żołnierzami Gwardii Zamkowej byli zarówno członkowie ruchu oporu, jak i byli żołnierze Wojska Rządowego. Pierwszym powojennym dowódcą Gwardii został pułkownik Novák (szef ochrony prezydenta Beneša w Londynie), a jego zastępcą ppłk. Chrastina.
Po wyborze Klementa Gottwalda na prezydenta Czechosłowacji Gwardia zaczęła tracić swoją uprzywilejowaną pozycję jako gwardia prezydencka, a jej rola ograniczona została jedynie do funkcji reprezentacyjnych. W 1952 roku Gwardia przestała być częścią Czechosłowackich Sił Zbrojnych, lecz zaczęła podlegać Ministerstwu Spraw Wewnętrznych (jako 14. zvláštní prapor). W latach 50. i 60. XX wieku Gwardia została skierowana także do ochrony Ministerstwa Bezpieczeństwa Narodowego, Kancelarii Premiera oraz innych obiektów administracji rządowej. W roku 1970 wydano Statut Hradní Stráže ČSSR, określający dokładnie funkcje i obowiązki Gwardii Zamkowej. W następnych latach Gwardia przekazywała swoje kompetencje w ramach ochrony budynków administracji rządowej innym jednostkom MSW. W latach 1973–1975 Gwardia znów strzegła jedynego obiektu – Zamku na Hradczanach. Od 1976 roku żołnierze Gwardii strzegli również rezydencji prezydenckiej w Lánach, a ochrona Zamku podzielona została na dwa oddziały: HRAD (funkcje reprezentacyjne) i BELVEDÉR (ochrona siedziby prezydenta). W latach 80. XX wieku żołnierze Gwardii Zamkowej wysłani zostali do zabezpieczania protestów podczas tzw. Jesieni Ludów.
W 1990 Gwardia Zamkowa przeszła gruntowną reorganizację, po raz pierwszy powstała też przy niej orkiestra. W południe, 15 marca 1990 zaprezentowano nowe mundury Gwardii Zamkowej, zaprojektowane przez Theodora Pištka. Od 1992 żołnierze Gwardii Zamkowej zajmują się także organizowaniem choinki oraz zbiórki pieniędzy dla potrzebujących dzieci (w 2002 roku przekazano największa kwotę – 807 912 CZK). W 1992 roku wszyscy żołnierze narodowości słowackiej przeniesieni zostali do Bratysławy, gdzie weszli w skład Straży Honorowej Prezydenta Republiki Słowackiej.
W 2002 roku członkowie Gwardii Zamkowej brali udział w usuwaniu szkód po powodzi w Europie – pełnili m.in. funkcje porządkowe w schroniskach dla ewakuowanych oraz usuwali skutki powodzi w Pradze. 22 grudnia 2004 roku do rezerwy zwolniono ostatnich żołnierzy Gwardii pochodzących z poboru, a Gwardia stała się jednostką w pełni zawodową. W następnych latach żołnierze Gwardii brali udział w zabezpieczeniu wielu uroczystości, m.in. podczas pogrzebu Václava Havla oraz inauguracji wszystkich prezydentów.
Latem 2013 roku żołnierze Gwardii wysłani zostali do usuwania szkód po powodzi w Pradze i powiecie Mielnik. W grudniu 2013 roku Gwardia Zamkowa obchodziła 95. rocznicę jej powstania.
Od 2018 roku żołnierze Gwardii Zamkowej brali udział w misji Resolute Support w Afganistanie (I zmiana w liczbie sześciu żołnierzy powróciła do Czech 11 lutego 2019 roku).
W 2021 żołnierze Gwardii Zamkowej zostali skierowani do pomocy w praskich szpitalach w związku z pandemią COVID-19.

## Umundurowanie
W 1990 roku umundurowania Gwardii zaprojektował artysta Theodor Pištěk.

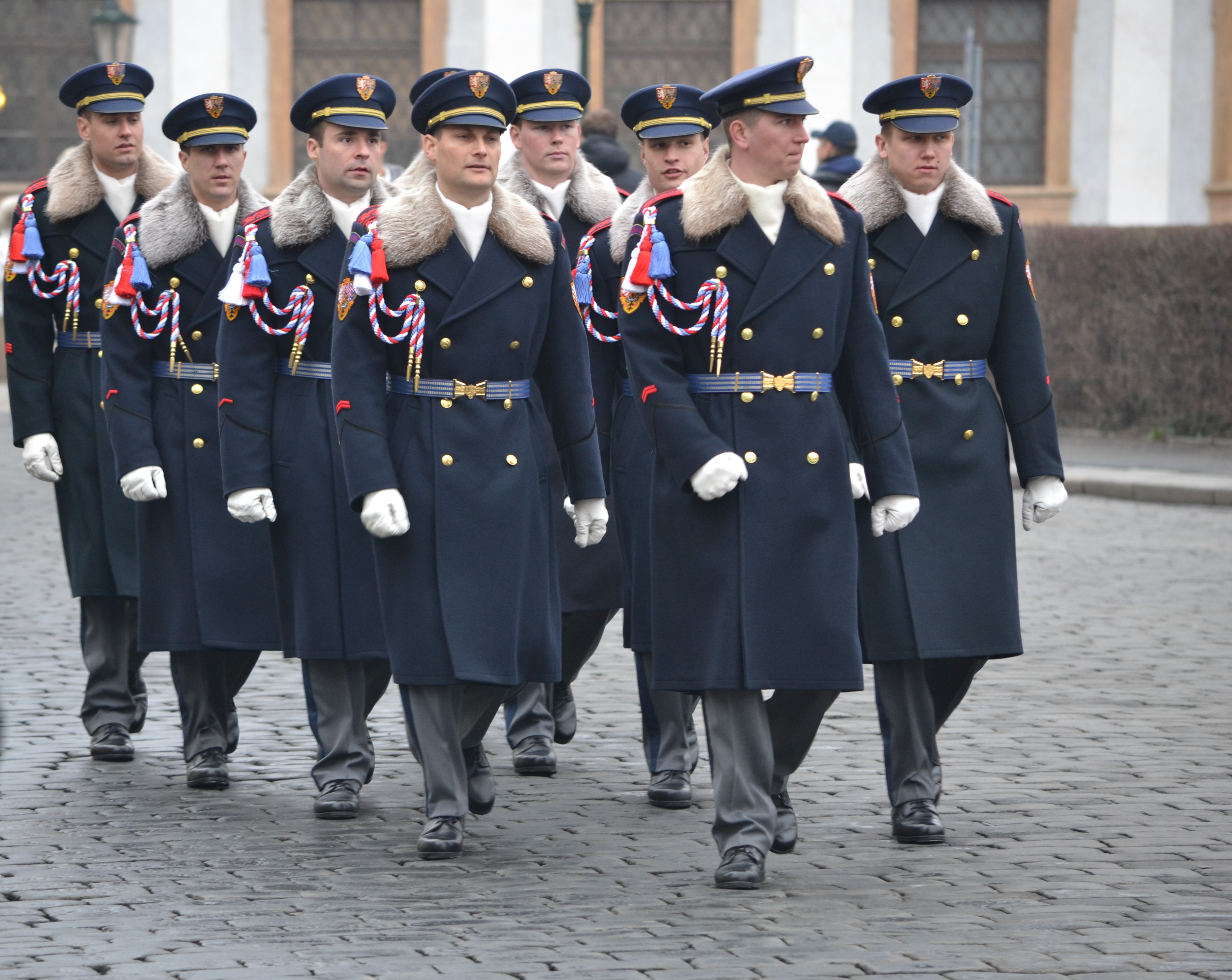
Żołnierze Gwardii w umundurowaniu zimowym
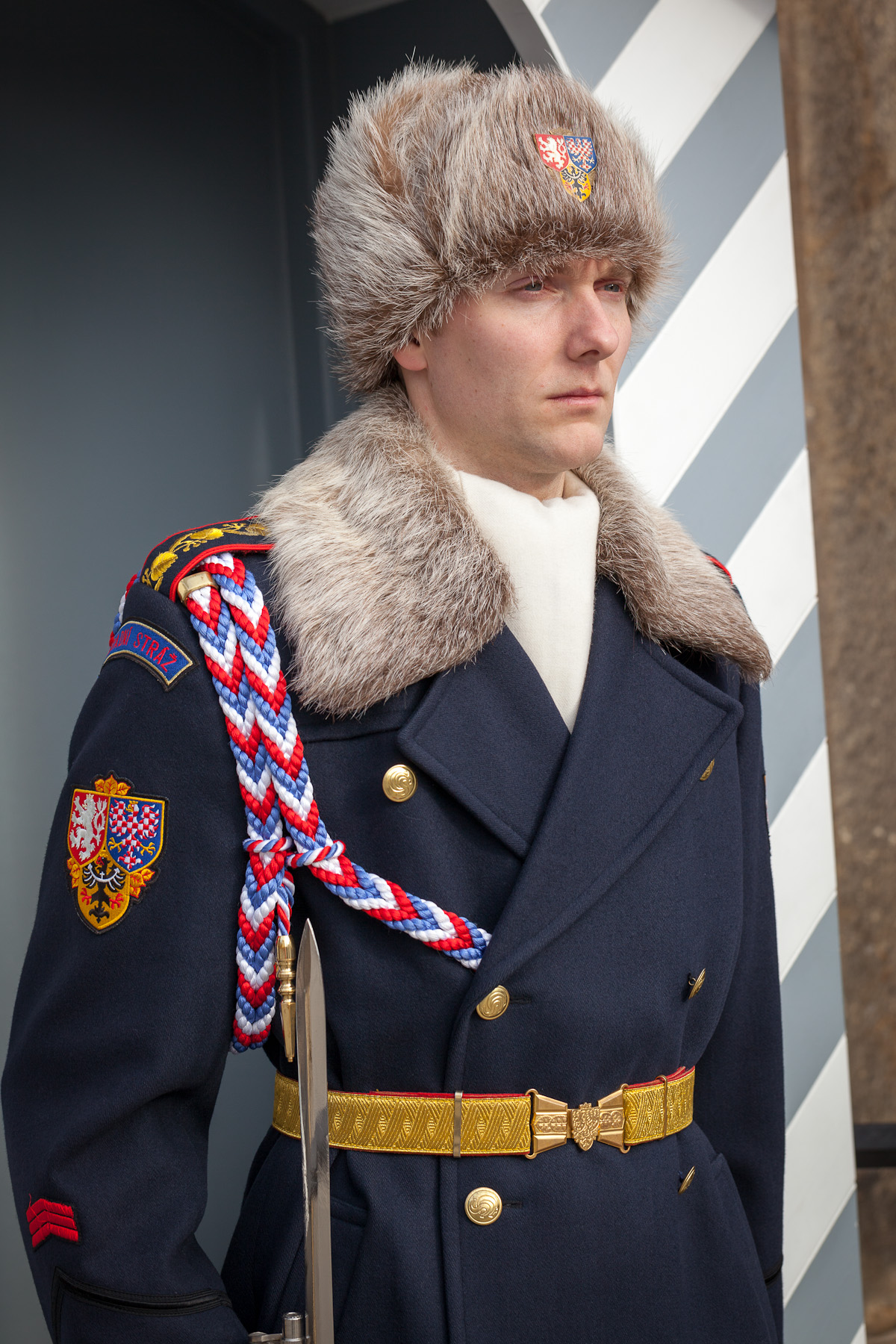
Żołnierz w umundurowaniu zimowym
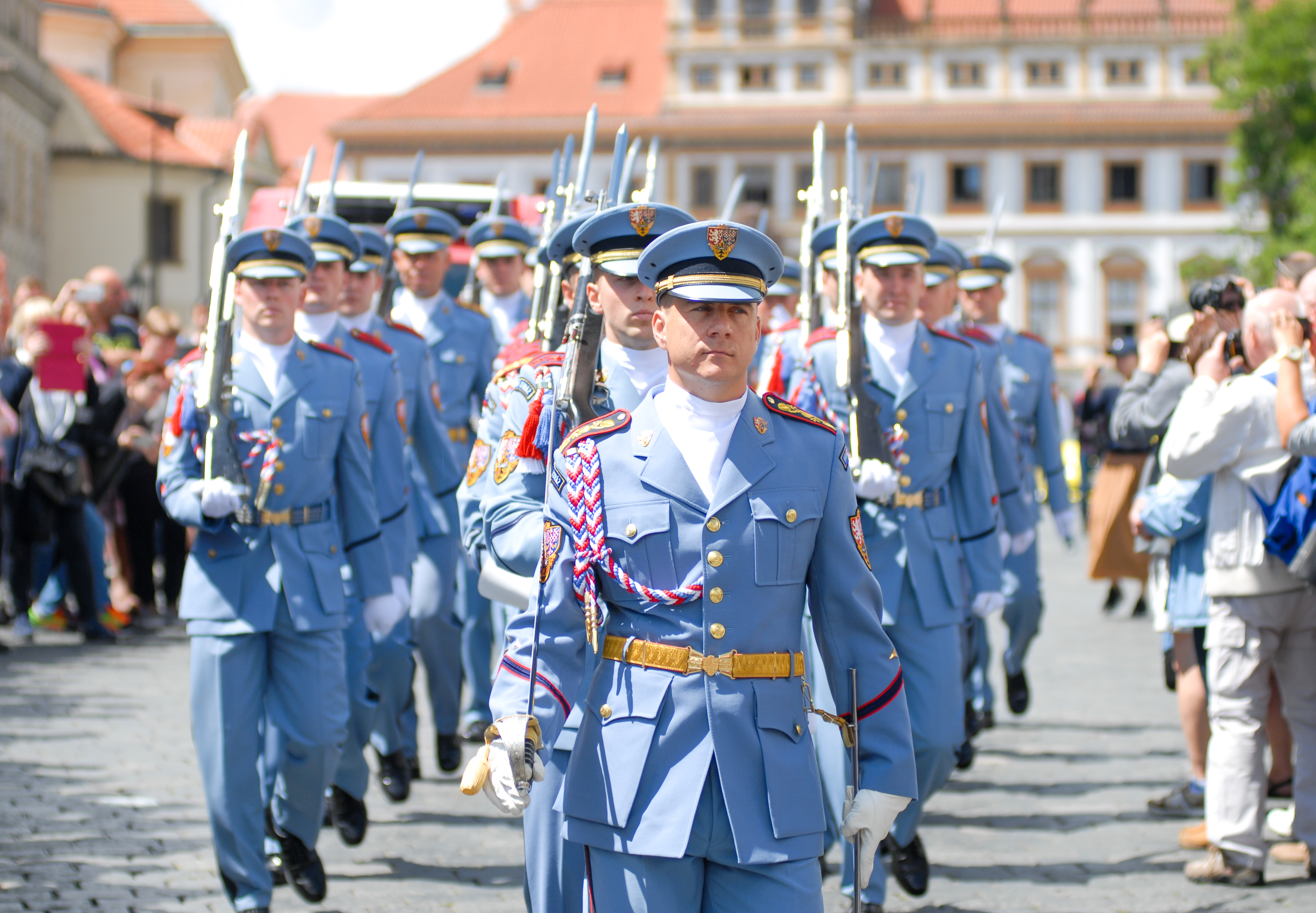
Żołnierze Gwardii w umundurowaniu letnim
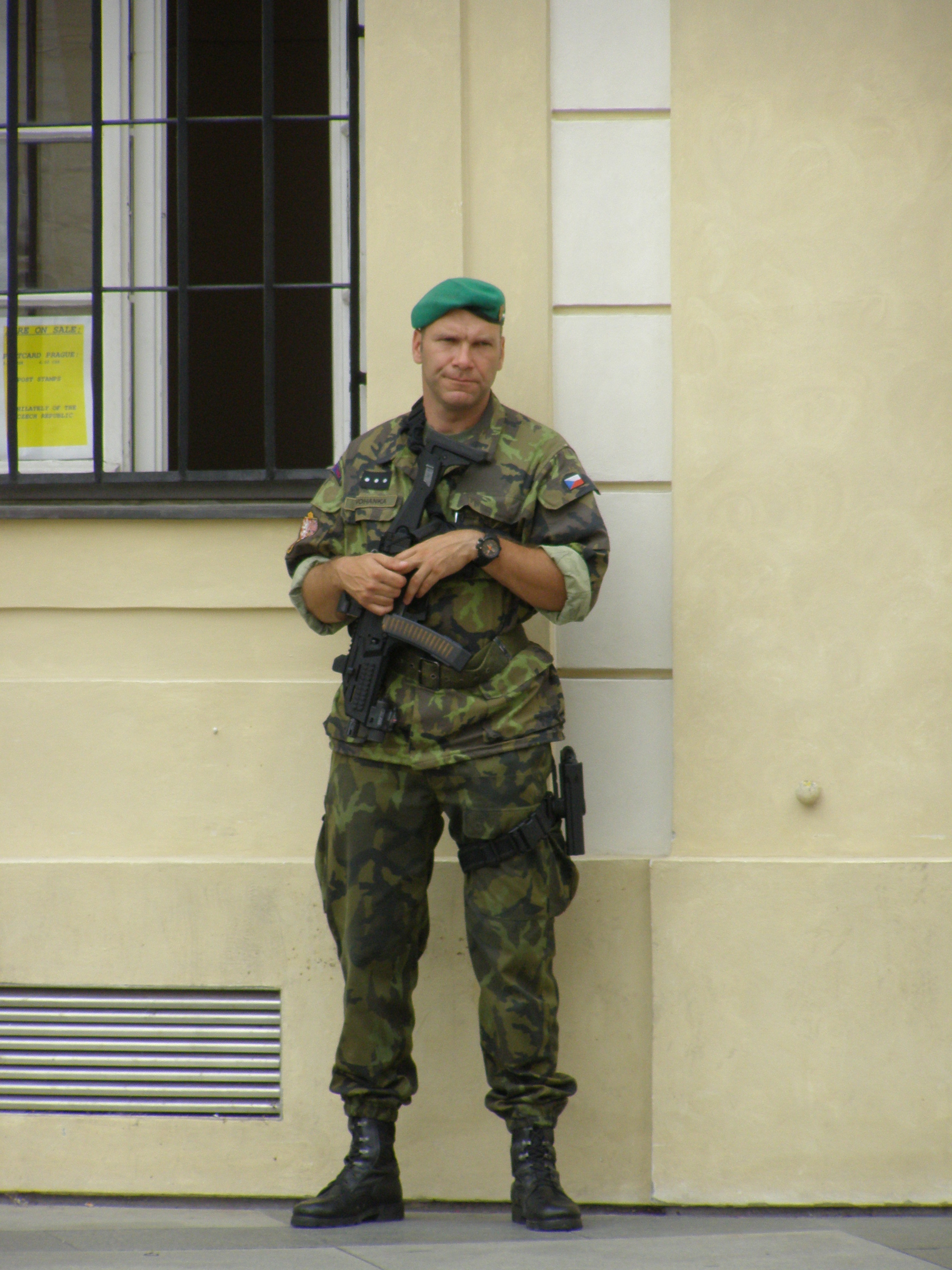
Żołnierz Gwardii w umundurowaniu polowym

W 2006 roku grupa weteranów wysłała do prezydenta Václava Klausa petycję, w której zawarto pomysł, by żołnierze Gwardii Zamkowej strzegli Zamku na Hradczanach w mundurach Korpusu Czechosłowackiego.

### Stopnie w Gwardii Zamkowej
| Oznaka stopnia |       |           |          |       |       |          |             |           |              |                  |
| Nazwa stopnia  | Vojín | Svobodník | Desátník | Četař | Rotný | Rotmistr | Nadrotmistr | Praporčík | Nadpraporčík | Štábní praporčík |

| Oznaka stopnia |         |            |         |       |              |           |
| Nazwa stopnia  | Poručík | Nadporučík | Kapitán | Major | Podplukovník | Plukovník |